# تاکتسر
تاکتسر (به لاتین: Taktser) یک روستا در جمهوری خلق چین است که در Shihuiyao huizu xiang واقع شده‌است. تاکتسر ۲۵۶ نفر جمعیت دارد و ۲٬۸۴۳ متر بالاتر از سطح دریا واقع شده‌است.